# Moratorium
Moratorium (från latinets moratorius= dröjande, via mora= dröjsmål) innebär ett fördröjande (undantag) av verkställighet till dess att ett krav har uppfyllts eller ett tillstånd har upphört.
Inom juridiken talar man främst om dröjsmål med betalning av skulder eller dröjsmål som beviljats av offentlig myndighet. Man skiljer mellan generalmoratorium som gäller alla som omfattas av de i moratoriet förskrivna villkoren och specialmoratorium som är utställt till en enskild person.
Under första världskriget utfärdades generalmoratorium på exekutivt indrivande av skulder i de flesta länder. I Sverige var under 1914 och 1915 ett generalmoratorium i växlande grad beviljat. Specialmoratorier var länge sällsynta i Sverige, men infördes genom lagar 14 mars och 31 mars 1931 med giltigheten senare förlängd till 28 februari 1932 i samband med Kreugerkraschen.
I samband med rekonstruktion av företag som inte kunnat betala sina skulder kan moratorium beviljas av fordringsägarna.
Exempel: Dödsstraffet verkställs inte förrän det är bevisat att den som skall avrättas inte vållas onödigt lidande.